# Žene u oružanim snagama
Žene u vojsci sudjelovale su u ratovima i vojna je povijest puna primjera ratnica koje su se istaknule svojim vojnim pothvatima.
Iako je sudioništvo žena u vojnim jednicima i ratovima zabilježeno još u antici[nedostaje izvor], u velikoj većini svih oružanih sukoba muškarci su bili neusporedivo zastupljeniji od žena, koje su najčešće imale ograničene uloge u vojsci. 
Unatoč dugoj povijesti sudjelovanja žena u oružanim snagama, primanje žena u vojnu službu i danas izaziva polemike. Počevši od ranih 1970-ih, većina zapadnjačkih vojki počinje primati žene u redovnu vojnu službu, s tim da neke zemlje ipak i dalje ne dozvoljavaju ženama sudjelovanje u borbenim formacijama svojih vojski. 

## Žene u Hrvatskoj vojsci
U Hrvatskoj vojsci ženama je dozvoljeno ravnopravno sudjelovanje s muškarcima. U Domovinskom ratu aktivno je sudjelovalo 23 080 žena što je oko 5 % ukupna broja hrvatskih branitelja iz Domovinskog rata. U ratu je poginulo 127 žena, a njih 1113 postale su trajni invalidi. Samo u obrani Vukovara sudjelovalo je oko 400 žena. 

## Poznate žene u vojsci
- Ivana Orleanska
- Roza Shanina

## Vanjske poveznice
|  | Zajednički poslužitelj ima još gradiva o temi Žene u vojsci                              |
|  | Zajednički poslužitelj ima još gradiva o temi Žene u Oružanim snagama Republike Hrvatske |

- Žene u oružanim snagama  Arhivirana inačica izvorne stranice od 16. prosinca 2012. (Wayback Machine)
- Žene u Domovinskom ratu  Arhivirana inačica izvorne stranice od 25. lipnja 2012. (Wayback Machine)